# Le Hardi
Il Le Hardi è stato un cacciatorpediniere della Marine nationale, prima ed eponima unità della stessa classe.

## Storia
Fu ultimato nel 1940. 
Il 27 novembre 1942, in seguito all'occupazione tedesca dei territori della Francia di Vichy, si autoaffondò a Tolone insieme al resto della flotta francese per evitare la cattura: la nave si posò sul fondale in assetto di navigazione, con la coperta sommersa e fumaioli, cannoni e sovrastrutture emergenti. 
Tuttavia fu ritenuto riparabile e fu dunque riportato a galla nel 1943. Incorporato nella Regia Marina con la sigla FR 37, il cacciatorpediniere fu sottoposto a Tolone a sommari lavori per permettergli di galleggiare e fu quindi avviato a rimorchio verso La Spezia, dove sarebbe stato sottoposto ad ulteriori lavori di riparazione ed ammodernamento (durante tali lavori avrebbe dovuto essere peraltro dotato di armamento antisommergibile – 2 lanciabombe e 2 scaricabombe di profondità. 
Tuttavia l'armistizio sorprese l’FR 37 durante il viaggio, a Savona: non in grado di muovere, la nave fu catturata dalle truppe tedesche nel porto ligure.
Il 24 aprile 1944 i tedeschi autoaffondarono l’FR 37 per ostruire l'imboccatura del porto di Genova.